# CSS Manassas
El CSS Manassas fue un ironclad de la Armada Confederada que se reconstruyó a partir de un buque civil.

## Servicio en la Confederación
Asignado en 1861, fue comprado a título personal por el capitán John A. Stevenson, de Nueva Orleans, el barco fue reconvertido en un buque militar en el puerto de Argel, en el estado de Luisiana. Una de las características más curiosas de este barco era que su casco fue reconvertido con un "estilo de caparazón", aparte, su cubierta quedaba en un lugar muy bajo como para ser un blanco fácil para los barcos rivales.
Fue puesto en el servicio oficial en septiembre de 1861, mes en el que el CSS Manassas fue tomado por la Armada de la Confederación y comprado oficialmente por el Gobierno confederado en el mes de diciembre de 1861.
Antes de la compra oficial, ya había sido asignado en la Armada Confederada, concretamente el día 12 de septiembre, y para el día 12 de octubre de 1861, el CSS Manassas hizo su primer ataque a los unionistas. Atacó a la fuerza unionista que ejercía el bloqueo naval en el río Misisipi. La gran chalupa de vapor conocida como USS Richmond fue embestida y seriamente dañada, pero no se hundió. El CSS Manassas también sufrió ligeros daños en el ataque, el daño vino debido a la propia fuerza de su embestida, aun así se retiró y fue reparado más tarde con éxito.
Continuó su deber en las defensas navales de la Confederación situadas bajo el Misisipi. El CSS Manassas tuvo un papel importante en la batalla de la noche del 24 de abril de 1862. Cuando el oficial de la Marina estadounidense, David Glasgow Farragut planeo mover su escuadra eludiendo el fuerte Jackson y el de San Felipe para atacar directamente en Nueva Orleans.
Durante la acción en los fuertes, el CSS Manassas atacó a los enormes buques unionistas que formaban a escuadra, el USS Pensacola, el USS Mississippi y el USS Brooklyn.
El CSS Manassas fue capaz de embestir a los dos últimos, aunque no les causó tanto daño como para hundirlos, tras esa acción encalló. Momento en el que el USS Mississippi aprovechó para cañonearlo y destrozarlo completamente. Abandonado y en llamas, el CSS Manassas explotó y se hundió.
El CSS Manassas fue el primer barco acorazado, en entrar en servicio durante la Guerra de Secesión y también el primero en hacerlo en América. Así mismo, también tiene el título de haber sido el primero en atacar a otra unidad naval.